# Nomioides minutissimus
Espèce
Synonymes
- Apis minutissima Rossi, 1790[1]
- Nomioides canariensis Blüthgen, 1937[1]
- Nomioides deceptrix Saunders, 1908[1]

Nomioides minutissimus est une espèce d'hymenoptères de la famille des Halictidae.

## Description
Les imagos mâles et femelles atteignent une longueur de corps de 3 à 4 millimètres. Ce sont les petites abeilles d'Europe avec Ceratina purvula.
Les femelles ont une coloration vert métallique sur la tête et la poitrine qui est typique de l'espèce. L'abdomen est jaune pâle et strié de brun noir. Les mâles ne diffèrent que par un jaunissement plus faible de l'abdomen. Leur forme corporelle un peu plus mince est allongée et il y a de longues antennes sur leur tête.
Une différenciation de Ceylalictus variegatus (de) présente en Europe centrale n'est pas facile. Les mâles peuvent également être confondus avec de petits spécimens de mâles du genre Lasioglossum qui leur ressemblent beaucoup.

## Répartition
Nomioides minutissimus a son habitat central dans les steppes et les déserts d'Asie centrale et, dans une moindre mesure, d'Asie du Sud-Ouest. Dans le sud de l'Europe, il est présent dans la région méditerranéenne. En Europe centrale, en revanche, on le trouve rarement. En tant que vestige de la période chaude, il n'habite que les zones sableuses qui se réchauffent facilement, en Allemagne en particulier les dunes intérieures et les zones de sable mouvant des grabens du Rhin supérieur et des zones adjacentes.

## Comportement

### Habitat
Comme toutes les Nomioides, elles apparaissent au milieu de l'été, leur temps de vol se situe entre les mois de juin à août. Il n'y a généralement qu'une seule génération par an (couvée unique, univoltine), mais deux générations par an (bivoltine) ont également été observées. Pour la couvée, des nids auto-creusés de 15 à 45 cm de profondeur sont construits dans un sol nu à peu envahi et principalement sablonneux. Ceux-ci sont créés individuellement ou en colonies plus petites ou plus grandes. Les cellules de couvain orientées horizontalement (jusqu'à vingt par nid) se trouvent individuellement à l'extrémité de passages latéraux horizontaux partiellement ramifiés, de 0,25 à 8 cm de long, qui sont remplis de terre après la fermeture de la cellule de couvain. Comme pour Halictus et Lasioglossum, le conduit principal, qui s'étend verticalement, se termine à l'aveugle. Les larves ne forment pas de cocons. La nidification solitaire et communautaire avec deux à cinq larves mâles par nid est documentée pour N. minutissimus et Ceylalictus variegatus.
Le nid peut être victime de l'insecte cleptoparasite Sphecodes nomioidis (sv).

### Alimentation
Nomioides minutissimus est polylectique, ce qui signifie qu'un éventail de fleurs différentes d'un total de cinq familles de plantes est visité pour l'absorption de pollen et de nectar. Une brosse à poils sur le rail postérieur et le talon ainsi que des paniers sous la cuisse postérieure sont utilisés pour transporter le pollen.
Elle butine les plantes Centaurea diffusa, Erigeron canadensis, Eryngium creticum, la soude brûlée, Mentha longifolia, Polygonum scoparium, Teucrium polium, Thymus pulegioides, Thymus serpyllum.